# Флор Янсен
Флор Я́нсен (нід. Floor Jansen; нар. 21 лютого 1981, Горле, Нідерланди) — нідерландська співачка та авторка пісень, вокалістка фінського метал-гурту Nightwish та нідерландського гурту ReVamp, колишня вокалістка After Forever. Володіє класичним сопрано. Старша сестра менш відомої співачки Ейрен Янсен.

## Біографія

### After Forever (1997—2009)

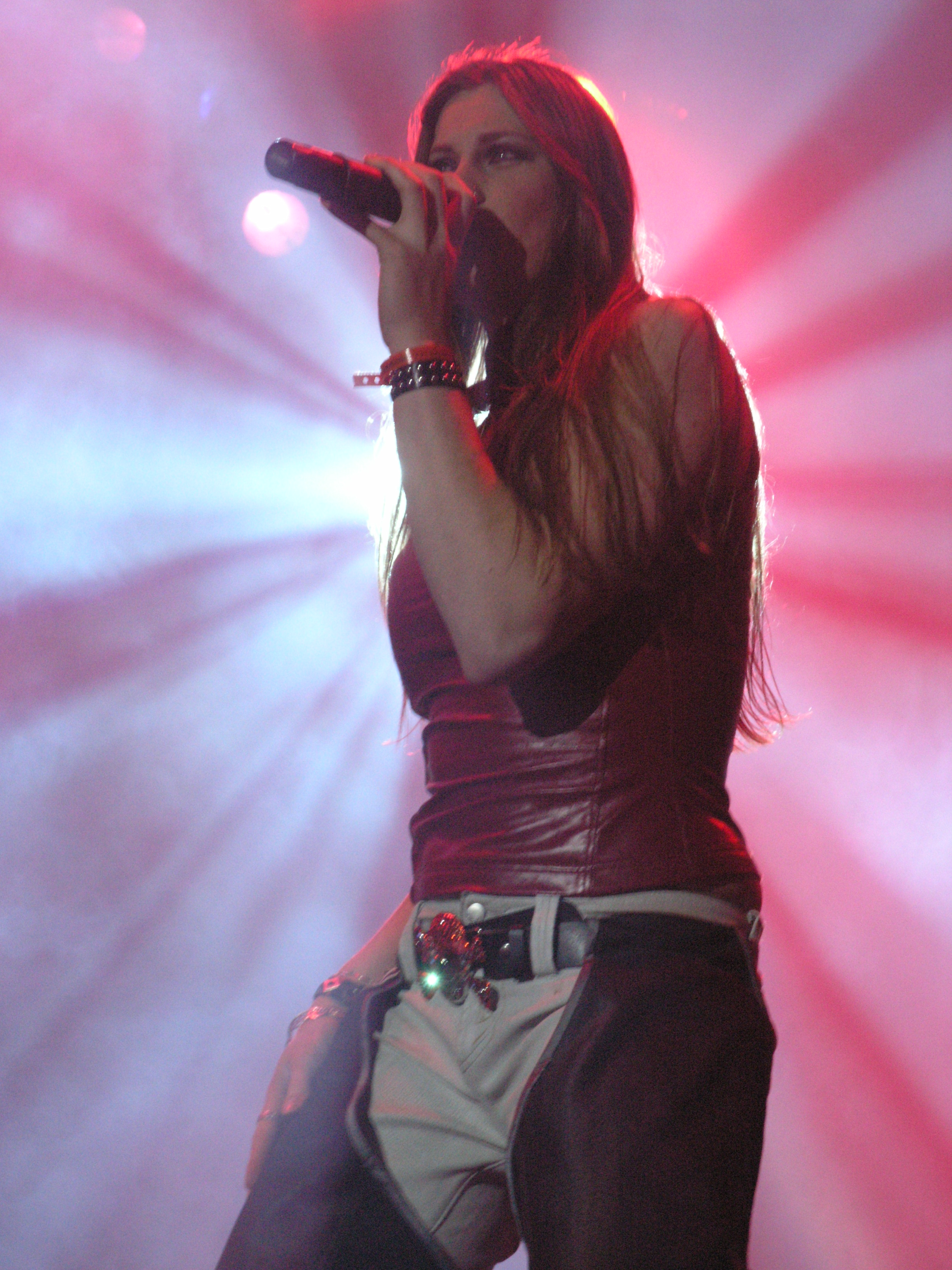
Флор Янсен з After Forever на фестивалі Masters of Rock 2007 року

Янсен було 16, коли вона 1997 року приєдналася до гурту Apocalypse (початкова назва гурту After Forever). Три роки потому гурт видав перший альбом Prison of Desire (укр. В'язниця пристрасті). Її здатність співати класичним та рок-вокалом швидко дозволила здобути популярність серед виконавців металу. Після того, як 2002 року з гурту пішов Марк Янсен, вона сама почала писати музику та слова для гурту. До альбому Decipher (укр. Декодування; 2001) включно Марк та Флор писали музику удвох.
Янсен розпочала навчання у Нідерландській академії 1999 року і три роки потому вступила до консерваторії. Вона вивчала теорію мюзиклів і один рік займалася оперою. Пізніше вона започаткувала власні викладацькі курси зі співацької майстерності, які отримали назву «Wanna be a Star?!» (укр. «Чи хочеш бути зіркою?!»).
Янсен грає на гітарі, піаніно та флейті, вона закінчила навчання із володіння цими інструментами.

### ReVamp (2009–2016)
У січні 2008 року група After Forever проголосила про річну перерву. У лютому 2009 року проєкт вирішено завершити. Янсен повідомила на своєму сайті, що збирається скористатися паузою для написання музики спільно з Йорном Лофстадом (Pagan's Mind)для нового музичного проєкту.
16 червня 2009 Флор аносувала на свої сторінці на MySpace що вона започатковує новий гурт, який буде виконувати метал, і таким чином сільний з Лофстадом проєкт (який встиг отримати назву «Sinh») відкладається. 17 жовтня 2009 Янсен повідомила назву її нового гурту — ReVamp.

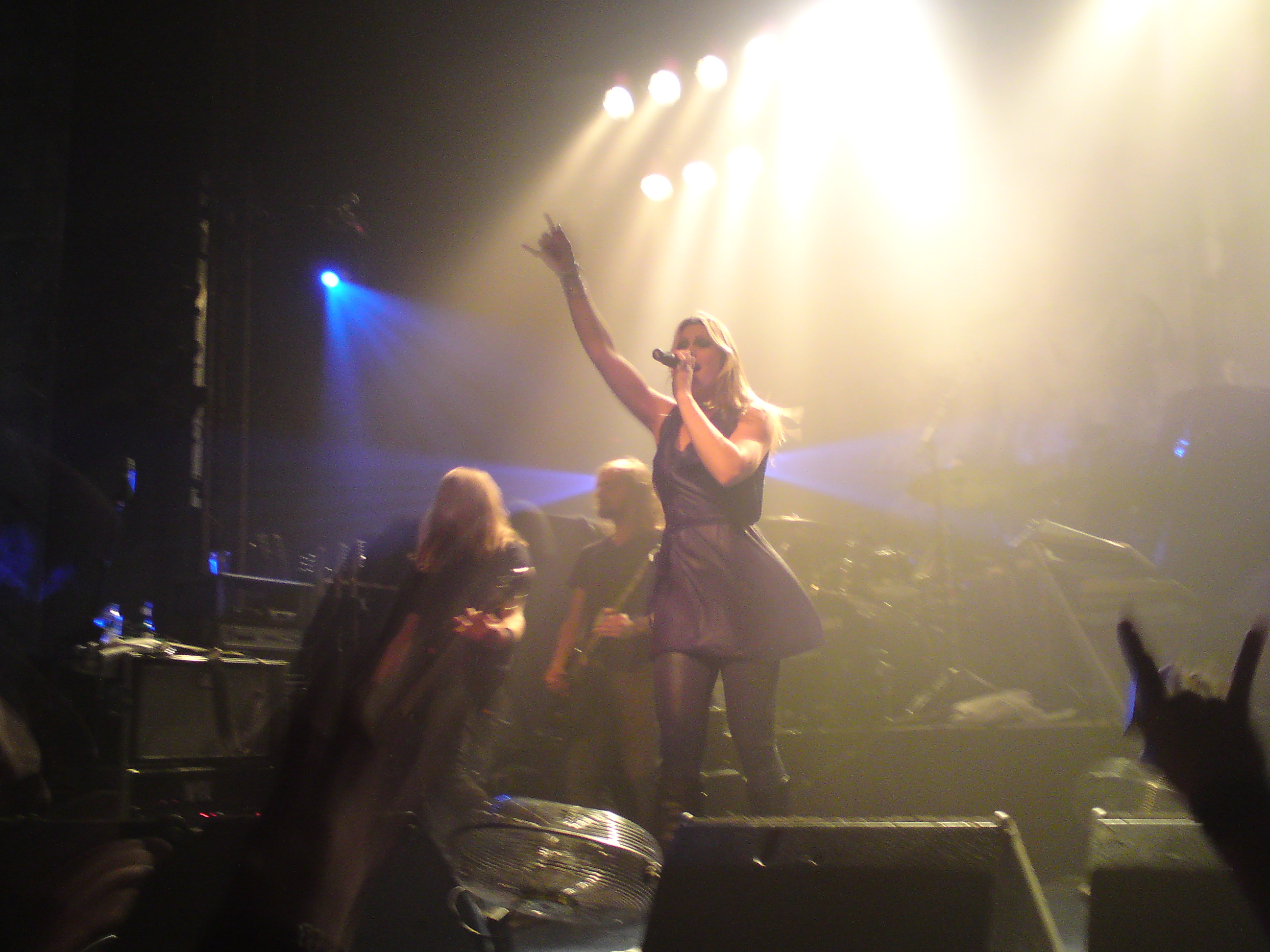
Флор Янсен разом з ReVamp у Бремені, 2010.

Над першим альбомом ReVamp працювали клавішник After Forever Йоост ван дер Брук, басист Йап Мелман та гітарист Вальдемар Сорихта з Grip Inc., Voodoocult та Eyes of Eden.
Другий альбом ReVamp «Wild Card» (укр. «Дика карта») вийшов 2013 року.
ReVamp оголосили про розпад у вересні 2016 року, пославшись на неможливість Флор Янсен повноцінно брати участь як у ReVamp, так і в Nightwish.

### Nightwish (2012–зараз)
Флор Янсен була запрошена на роль головної вокалістки гурту Nightwish у межах туру Imaginaerum World Tour, після того, як була звільнена попередня вокалістка Анетт Ользон. Разом із Nightwish вона взяла участь у записі нового концертного альбому «Showtime, Storytime» (укр. «Час для шоу, час для історій»), який був записаний на фестивалі Wacken Open Air і вийшов у листопаді 2013 року.
9 жовтня 2013 Флор Янсен була офіційно представлена як нова вокалістка гурту.
У 2015 році Nightwish випустили свій перший студійний альбом за участю Янсен в ролі вокаліста - Endless Forms Most Beautiful. Разом з альбомом гурт оголосив про світове турне. Результатом цього став концертний альбом Vehicle of Spirit, який став другим концертним альбомом за участю Флор.
У 2018 році Nightwish оголосили про своє світове турне Decades, присвячене всім їхнім роботам як гурту. Другий студійний альбом з Янсен у ролі вокалістки, Human: II: Nature, вийшов 10 квітня 2020 року. Після кількох скасувань і перенесень концертів через побоювання щодо COVID-19, Nightwish наразі проводять турне на підтримку цього альбому.

### Ayreon та інші проєкти
Три альбоми нідерландського композитора та мультиінструменталіста Ар'єна Люкассена записані за участі Флор Янсен. Вона виконала пісню у альбомі «Universal Migrator Part 1: The Dream Sequencer» (укр. «Мандрівник Всесвітом. Частина 1: Синтезатор мрій»), зробила значний внесок у проєкт Star One та зіграла персонажа Ω у альбомі «01011001» проєкту Люкассена Ayreon. Разом із своєю молодшою сестрою, співачкою Ірен Янсен, вона брала участь у альбомі Ayreon «The Human Equation» (укр. «Рівняння людини»), де Ірен зіграла персонажа на ім'я Пристрасть.
Янсен також брала участь як запрошена вокалістка у гурті Nightmare.
2011 року Флор приєднується до туру Латинською Америкою гурту MaYan і виступає у Сан-Паулу.
9 грудня 2013 року вона була представлена як одна з головних вокалісток та виконавиця головної ролі у другому альбомі колишнього члена гурту Stratovarius гітариста Тімо Толккі, який зібрав гурт Avalon, що працює у жанрі метал-опера.

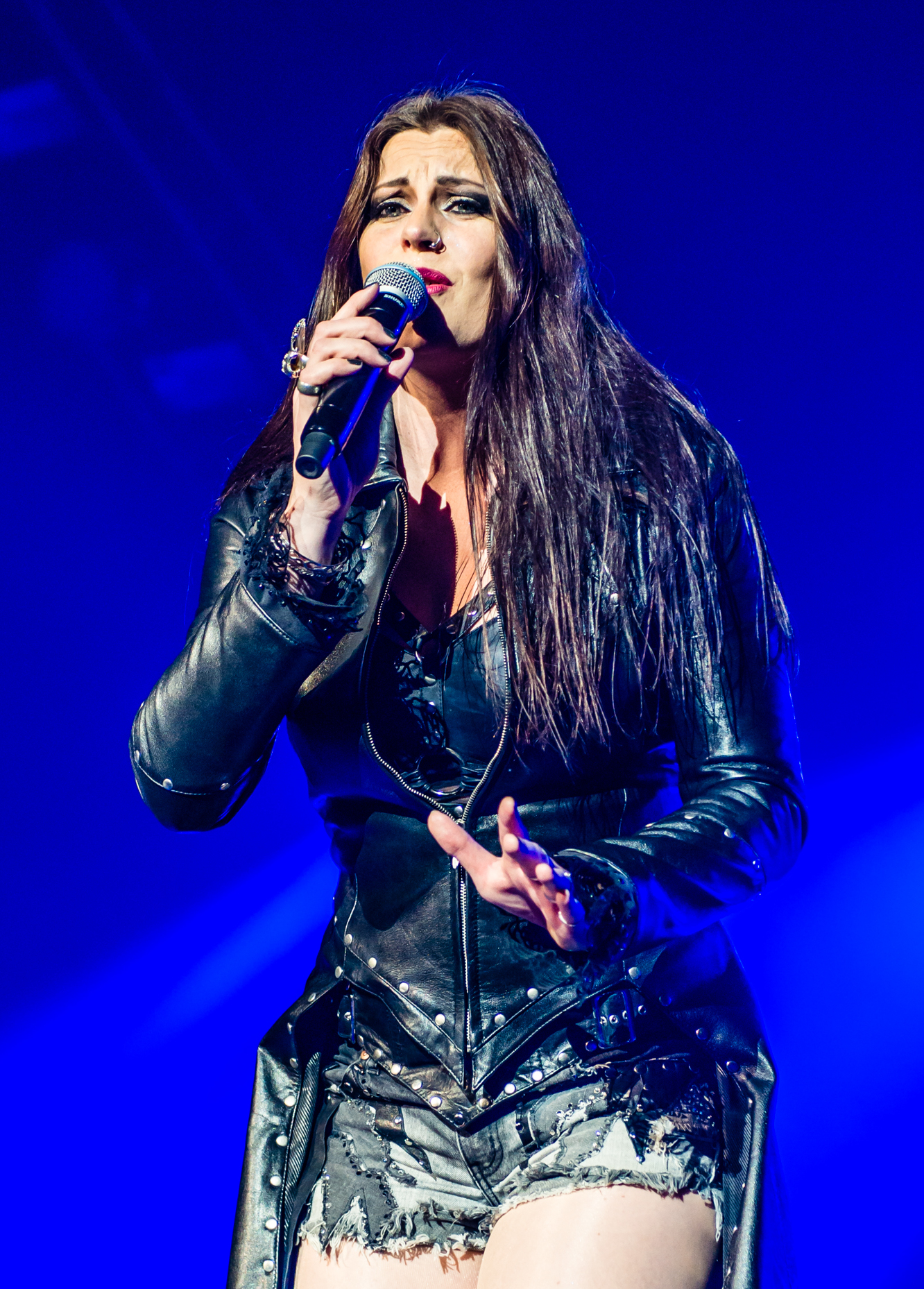
У складі Nightwish 2015 року Оберхаузен

### Сольна кар'єра (з 2020)
Свій перший сольний концерт Янсен дала у січні 2020 року. Через обмеження під час пандемії COVID-19 фінальні концерти туру довелося перенести, і нарешті вони відбулися влітку 2021 року.
2 серпня 2021 року в інтерв'ю Янсен підтвердила, що працює над сольним альбомом. Реліз альбому заплановано на 2023 рік.
Свій перший сингл "Fire" ("Вогонь") Янсен випустила 25 березня 2022 року.
Її другий сольний сингл "Шторм" ("Storm") вийшов 27 травня 2022 року.
Її третій сольний сингл "Я без тебе" ("Me Without You") вийшов 8 вересня 2022 року.
24 березня 2023 року Янсен випустила дебютний сольний альбом Paragon, до якого увійшли 10 композицій, зокрема, випущені раніше сингли Invincible і My Paragon, кліп на який співачка представила за два дні до релізу платівки.

## Дискографія
| After Forever Студійні альбоми Prison of Desire (2000) Decipher (2001) Invisible Circles (2004) Remagine (2005) After Forever (2007) Міні-альбоми Exordium (2003) Сингли Follow in the Cry (2000) Emphasis/Who Wants to Live Forever (2002) Monolith of Doubt (2002) My Choice/The Evil that Men Do (2003) Digital Deceit (2004) Being Everyone (2005) Two Sides/Boundaries Are Open (2006) Energize Me (2007) Equally Destructive (2007) Демо-записи Ephemeral (1999) Wings of Illusion (1999) Збірки Mea Culpa (2006) | - Universal Migrator Part 1: The Dream Sequencer (2000) - 01011001 (2008) - Elected (міні-альбом, 2008); вокал у «Ride the Comet». - Space Metal (2002) - Live on Earth (2003) - Victims of the Modern Age (2010) - ReVamp (2010) - Wild Card (2013) - Quarterpast (2011) - Antagonise (2014) - Deconstruction (2011); Вокал у пісні «Pandemic» - Retrospect (2013); Вокал у піснях «Stabat Mater Dolorosa» і «Sancta Terra» |

## Особисте життя
У дитинстві мріяла бути біологом, за збігом обставин зіграла героїню "Біолог" в альбомі гурту "Ayreon" "The Source".
У 2014-2015 роках Янсен жила в Йоенсуу, столиці Північної Карелії.
Раніше зустрічалася з гітаристом After Forever Сандером Гоммансом. 18 вересня 2016 року стало відомо, що Янсен вагітна від свого чоловіка Ханнеса Ван Дала, барабанщика гурту Sabaton. 15 березня 2017 року Янсен оголосила в Instagram, що народила доньку.
Янсен - вегетаріанка.
У 2018 році вчений Андреас Вайгель відкрив новий вид жуків. Його назвали на честь Флор Янсен, Tmesisternus floorjansenae. Про новину повідомила сама Янсен у Facebook.
У 2020 році новий вид крихкої зірки, Ophiomitrella floorae пізнього маастрихтського віку (бл. 66,7 млн. років), був названий на честь Флор Янсен.
26 жовтня 2022 року Янсен оголосила, що у неї діагностували рак грудей, і наступного дня пішла на операцію. Через два дні після оголошення Янсен підтвердила, що операція пройшла успішно. 18 листопада Янсен оголосила, що тепер вона здорова від раку.